# Placodiscus angustifolius
Placodiscus angustifolius är en kinesträdsväxtart som beskrevs av Ludwig Radlkofer och Adolf Engler. Placodiscus angustifolius ingår i släktet Placodiscus och familjen kinesträdsväxter. Inga underarter finns listade i Catalogue of Life.